# A Manchester City FC 2014–2015-ös szezonja
Ez a szócikk a Manchester City FC 2014–2015-ös szezonjáról szól.

## Mezek
| Hazai | Vendég | Kapus 1 | Kapus 2 |

## Játékosok

### Felnőtt keret
A szezon közben a felnőtt csapat tétmérkőzésein pályára léptek. A szezon közben távozott játékosok dőlttel jelezve.
| #  |     | Poszt | Név                |
| -- | --- | ----- | ------------------ |
| 1  | ENG | K     | Joe Hart           |
| 2  | ENG | V     | Micah Richards     |
| 3  | FRA | V     | Bacary Sagna       |
| 4  | BEL | V     | Vincent Kompany    |
| 5  | ARG | V     | Pablo Zabaleta     |
| 6  | BRA | KP    | Fernando           |
| 7  | ENG | KP    | James Milner       |
| 8  | FRA | KP    | Samir Nasri        |
| 9  | ESP | CS    | Álvaro Negredo     |
| 10 | BIH | CS    | Edin Džeko         |
| 11 | SER | V     | Aleksandar Kolarov |
| 12 | ENG | KP    | Scott Sinclair     |
| 13 | ARG | K     | Wilfredo Caballero |
| 15 | ESP | KP    | Jesús Navas        |

| #  |     | Poszt | Név               |
| -- | --- | ----- | ----------------- |
| 16 | ARG | CS    | Sergio Agüero     |
| 18 | ENG | KP    | Frank Lampard     |
| 20 | FRA | V     | Eliaquim Mangala  |
| 21 | ESP | KP    | David Silva       |
| 22 | FRA | V     | Gaël Clichy       |
| 25 | BRA | KP    | Fernandinho       |
| 26 | ARG | V     | Martín Demichelis |
| 29 | ENG | K     | Richard Wright    |
| 33 | SRB | V     | Matija Nastasić   |
| 35 | MNE | CS    | Stevan Jovetić    |
| 35 | ARG | KP    | Bruno Zuculini    |
| 38 | BEL | V     | Dedryck Boyata    |
| 42 | CIV | KP    | Yaya Touré        |
| 60 | SWE | CS    | John Guidetti     |
| 78 | ESP | CS    | José Pozo         |

### Kölcsönbe vett játékosok
| Dátumtól      | -ig           | Játékos       | Nemzetiség | Poszt       | Honnan        | Forrás |
| ------------- | ------------- | ------------- | ---------- | ----------- | ------------- | ------ |
| 2014. 08. 13. | 2014. 12. 31. | Frank Lampard | angol      | középpályás | New York City | [ 2 ]  |
| 2015. 01. 01. | 2015. 05. 31. | Frank Lampard | angol      | középpályás | New York City | [ 3 ]  |

### Kölcsönbe adott játékosok
| Dátumtól      | -ig           | Játékos        | Nemzetiség | Poszt       | Hova           | Forrás |
| ------------- | ------------- | -------------- | ---------- | ----------- | -------------- | ------ |
| 2014. 06. 26. | 2015. 05. 31. | Marcos Lopes   | portugál   | középpályás | Lille          | [ 4 ]  |
| 2014. 07. 22. | 2014. 09. 01. | Emyr Huws      | walesi     | középpályás | Wigan Athletic | [ 5 ]  |
| 2014. 08. 14. | 2015. 06. 30. | Karim Rekik    | holland    | hátvéd      | PSV Eindhoven  | [ 6 ]  |
| 2014. 08. 19. | 2015. 06. 30. | Bruno Zuculini | argentin   | középpályás | Valencia       | [ 7 ]  |
| 2014. 08. 14. | 2015. 06. 30. | Micah Richards | angol      | hátvéd      | ACF Fiorentina | [ 8 ]  |
| 2014. 08. 14. | 2015. 06. 30. | Álvaro Negredo | spanyol    | csatár      | Valencia       | [ 9 ]  |

### Átigazolások

#### Érkezők
| Dátum         | Játékos            | Nemzetiség        | Poszt       | Honnan       | Átigazolási összeg |
| ------------- | ------------------ | ----------------- | ----------- | ------------ | ------------------ |
| 2014. 06. 13. | Bacary Sagna       | francia           | hátvéd      | Arsenal      | ingyen             |
| 2014. 06. 25. | Fernando           | brazil            | középpályás | Porto        | £ 12 000 000       |
| 2014. 07. 01. | Bruno Zuculini     | argentin          | középpályás | Racing Club  | £ 1 500 000        |
| 2014. 07. 08. | Wilfredo Caballero | argentin          | kapus       | Málaga       | £ 6 000 000        |
| 2014. 08. 11. | Eliaquim Mangala   | francia           | hátvéd      | Porto        | £ 32 000 000       |
| 2015. 01. 14. | Wilfried Bony      | elefántcsontparti | csatár      | Swansea City | £ 25 000 000       |
| 2014. 07. 01. | Javairo Dilrosun   | holland           | középpályás | Ajax         | ingyen             |
| 2014. 07. 01. | Rodney Kongolo     | holland           | középpályás | Feyenoord    | ingyen             |
| 2014. 07. 01. | Kjetil Haug        | norvég            | kapus       | Sarpsborg 08 | ingyen             |

#### Távozók
| Dátum         | Játékos           | Nemzetiség | Poszt       | Hova                        | Átigazolási összeg |
| ------------- | ----------------- | ---------- | ----------- | --------------------------- | ------------------ |
| 2014. 06. 01. | Joleon Lescott    | angol      | hátvéd      | West Bromwich               | szerződés lejárt   |
| 2014. 06. 01. | Gareth Barry      | angol      | középpályás | Everton                     | szerződés lejárt   |
| 2014. 06. 16. | Costel Pantilimon | román      | kapus       | Sunderland                  | szerződés lejárt   |
| 2014. 08. 05. | Jack Rodwell      | angol      | középpályás | Sunderland                  | £ 10 000 000       |
| 2014. 08. 14. | Javi García       | spanyol    | középpályás | Zenyit                      | £ 13 000 000       |
| 2014. 09. 01. | Emyr Huws         | walesi     | középpályás | Wigan Athletic              | £ 3 250 000        |
| 2014. 06. 01. | Thomas Agyiri     | ghánai     | középpályás | Atlético CP                 | szerződés lejárt   |
| 2014. 06. 01. | George Swan       | angol      | hátvéd      | Wolverhampton Wanderers U21 | szerződés lejárt   |
| 2014. 06. 01. | Kieran Kennedy    | angol      | hátvéd      | Leicester City U21          | szerződés lejárt   |
| 2014. 06. 01. | Alex Nimely       | angol      | csatár      | Port Vale                   | szerződés lejárt   |
| 2014. 06. 01. | Alex Henshall     | angol      | középpályás | Ipswich Town                | szerződés lejárt   |
| 2015. 01. 01. | Albert Rusnák     | szlovák    | középpályás | Groningen                   | nem közölt         |

## Stáb
| Tulajdonos              | HH Manszúr bin Zajed al-Nahjan |
| Elnök                   | Kaldun al-Mubarak              |
| Vezérigazgató (CEO)     | Ferran Soriano                 |
| Nem ügyvezető igazgatók | Simon Pearce                   |
| Nem ügyvezető igazgatók | Martin Edelman                 |
| Nem ügyvezető igazgatók | Mohamed al-Mazrouei            |
| Nem ügyvezető igazgatók | John Macbeath                  |
| Nem ügyvezető igazgatók | Alberto Galassi                |

| Vezetőedző             | Manuel Pellegrini    |
| Segédedző              | Brian Kidd           |
| Segédedző              | Ruben Cousillas Fuse |
| Kapusedző              | Xabier Mancisidor    |
| Erőnléti edző          | Jose Cabello         |
| Szakmai igazgató (DoF) | Txiki Begiristain    |
| U21 edző (EDS)         | Patrick Vieira       |
| U21 segédedző (EDS)    | Simon Davies         |
| Akadémia menedzser     | Jason Wilcox         |

## Mérkőzések

### Barátságos találkozók
| 2014. július 13. 17:00 (CEST) |

| Dundee                 | 2 – 0               | Manchester City |
| ---------------------- | ------------------- | --------------- |
| Harkins 26' Boyata 38' | (2 – 0) Jegyzőkönyv |                 |

| Dens Park, Dundee Nézőszám: 6 859 |

| 2014. július 18. 20:30 (CEST) |

| Hearts  | 1 – 2               | Manchester City                     |
| ------- | ------------------- | ----------------------------------- |
| Sow 56' | (0 – 1) Jegyzőkönyv | 25' Sinclair 80' (11-esből) Kolarov |

| Tynecastle Stadium, Edinburgh Nézőszám: 12 118 |

| 2014. július 13. 17:00 (CEST) |

| Dundee                 | 2 – 0               | Manchester City |
| ---------------------- | ------------------- | --------------- |
| Harkins 26' Boyata 38' | (2 – 0) Jegyzőkönyv |                 |

| Dens Park, Dundee Nézőszám: 6 859 |

| 2014. július 18. 20:30 (CEST) |

| Hearts  | 1 – 2               | Manchester City                     |
| ------- | ------------------- | ----------------------------------- |
| Sow 56' | (0 – 1) Jegyzőkönyv | 25' Sinclair 80' (11-esből) Kolarov |

| Tynecastle Stadium, Edinburgh Nézőszám: 12 118 |

| 2014. július 24. 03:00 (CEST) |

| Sporting Kansas City | 1 – 4               | Manchester City                                             |
| -------------------- | ------------------- | ----------------------------------------------------------- |
| Sapong 30'           | (1 – 2) Jegyzőkönyv | 2' Zuculini 45' Boyata 72' (11-esből) Kolarov 88' Iheanacho |

| Sporting Park, Kansas City Nézőszám: 18 484 |

| 2014. július 24. 03:00 (CEST) |

| Sporting Kansas City | 1 – 4               | Manchester City                                             |
| -------------------- | ------------------- | ----------------------------------------------------------- |
| Sapong 30'           | (1 – 2) Jegyzőkönyv | 2' Zuculini 45' Boyata 72' (11-esből) Kolarov 88' Iheanacho |

| Sporting Park, Kansas City Nézőszám: 18 484 |

| 2014. július 27. 22:00 (CEST) |

| Manchester City                                      | 5 – 1               | AC Milan    |
| ---------------------------------------------------- | ------------------- | ----------- |
| Jovetić 12' 58' Sinclair 14' Navas 23' Iheanacho 26' | (4 – 1) Jegyzőkönyv | 42' Muntari |

| Heinz Field, Pittsburgh Nézőszám: 34 347 Játékvezető: Armando Villarreal (amerikai) |

| 2014. július 31. 01:00 (CEST) |

| Manchester City               | 2 – 2               | Liverpool                     |
| ----------------------------- | ------------------- | ----------------------------- |
| Jovetić 53' 67'               | (0 – 0) Jegyzőkönyv | 59' Henderson 85' Sterling    |
| Büntetőpárbaj                 |                     |                               |
| Kolarov Touré Navas Iheanacho | 1 – 3               | Sturridge Can Henderson Leiva |

| Yankee Stadium, New York Nézőszám: 49,653 Játékvezető: Silviu Petrescu (kanadai) |

| 2014. augusztus 2. 21:00 (CEST) |

| Manchester City                                          | 2 – 2               | Olimbiakósz                                                           |
| -------------------------------------------------------- | ------------------- | --------------------------------------------------------------------- |
| Jovetić 34' Kolarov 52' (11-esből)                       | (1 – 1) Jegyzőkönyv | 37' 66' Diamantákosz                                                  |
| Büntetőpárbaj                                            |                     |                                                                       |
| Silva Kolarov Milner Sinclair Zuculini Guidetti Richards | 4 – 5               | Számarisz Dossevi Kolovósz Gazarjan Papadópulosz Buhalákisz Papázoglu |

| TCF Bank Stadium, Minneapolis Nézőszám: 34 047 |

| Csapat          | M | Gy | D | V | G+ | G– | Gk | P |
| --------------- | - | -- | - | - | -- | -- | -- | - |
| Liverpool       | 3 | 2  | 1 | 0 | 5  | 2  | +3 | 8 |
| Olimbiakósz     | 3 | 1  | 1 | 1 | 5  | 3  | +2 | 5 |
| Manchester City | 3 | 1  | 2 | 0 | 9  | 5  | +4 | 5 |
| AC Milan        | 3 | 0  | 0 | 3 | 1  | 10 | -9 | 0 |

| Csapat          | M | Gy | D | V | G+ | G– | Gk | P |
| --------------- | - | -- | - | - | -- | -- | -- | - |
| Liverpool       | 3 | 2  | 1 | 0 | 5  | 2  | +3 | 8 |
| Olimbiakósz     | 3 | 1  | 1 | 1 | 5  | 3  | +2 | 5 |
| Manchester City | 3 | 1  | 2 | 0 | 9  | 5  | +4 | 5 |
| AC Milan        | 3 | 0  | 0 | 3 | 1  | 10 | -9 | 0 |

| 2014. július 27. 22:00 (CEST) |

| Manchester City                                      | 5 – 1               | AC Milan    |
| ---------------------------------------------------- | ------------------- | ----------- |
| Jovetić 12' 58' Sinclair 14' Navas 23' Iheanacho 26' | (4 – 1) Jegyzőkönyv | 42' Muntari |

| Heinz Field, Pittsburgh Nézőszám: 34 347 Játékvezető: Armando Villarreal (amerikai) |

| 2014. július 31. 01:00 (CEST) |

| Manchester City               | 2 – 2               | Liverpool                     |
| ----------------------------- | ------------------- | ----------------------------- |
| Jovetić 53' 67'               | (0 – 0) Jegyzőkönyv | 59' Henderson 85' Sterling    |
| Büntetőpárbaj                 |                     |                               |
| Kolarov Touré Navas Iheanacho | 1 – 3               | Sturridge Can Henderson Leiva |

| Yankee Stadium, New York Nézőszám: 49,653 Játékvezető: Silviu Petrescu (kanadai) |

| 2014. augusztus 2. 21:00 (CEST) |

| Manchester City                                          | 2 – 2               | Olimbiakósz                                                           |
| -------------------------------------------------------- | ------------------- | --------------------------------------------------------------------- |
| Jovetić 34' Kolarov 52' (11-esből)                       | (1 – 1) Jegyzőkönyv | 37' 66' Diamantákosz                                                  |
| Büntetőpárbaj                                            |                     |                                                                       |
| Silva Kolarov Milner Sinclair Zuculini Guidetti Richards | 4 – 5               | Számarisz Dossevi Kolovósz Gazarjan Papadópulosz Buhalákisz Papázoglu |

| TCF Bank Stadium, Minneapolis Nézőszám: 34 047 |

| Csapat          | M | Gy | D | V | G+ | G– | Gk | P |
| --------------- | - | -- | - | - | -- | -- | -- | - |
| Liverpool       | 3 | 2  | 1 | 0 | 5  | 2  | +3 | 8 |
| Olimbiakósz     | 3 | 1  | 1 | 1 | 5  | 3  | +2 | 5 |
| Manchester City | 3 | 1  | 2 | 0 | 9  | 5  | +4 | 5 |
| AC Milan        | 3 | 0  | 0 | 3 | 1  | 10 | -9 | 0 |

| Csapat          | M | Gy | D | V | G+ | G– | Gk | P |
| --------------- | - | -- | - | - | -- | -- | -- | - |
| Liverpool       | 3 | 2  | 1 | 0 | 5  | 2  | +3 | 8 |
| Olimbiakósz     | 3 | 1  | 1 | 1 | 5  | 3  | +2 | 5 |
| Manchester City | 3 | 1  | 2 | 0 | 9  | 5  | +4 | 5 |
| AC Milan        | 3 | 0  | 0 | 3 | 1  | 10 | -9 | 0 |

| 2015. január 21. 16:30 (CET) |

| Manchester City       | 2 – 0               | Hamburg |
| --------------------- | ------------------- | ------- |
| Jovetić 50' Džeko 74' | (0 – 0) Jegyzőkönyv |         |

| Hazza Bin Zayed Stadium, al-Ain, EAE |

| 2015. január 21. 16:30 (CET) |

| Manchester City       | 2 – 0               | Hamburg |
| --------------------- | ------------------- | ------- |
| Jovetić 50' Džeko 74' | (0 – 0) Jegyzőkönyv |         |

| Hazza Bin Zayed Stadium, al-Ain, EAE |

### FA Community Shield
| 2014. augusztus 10. 16:00 (CEST) |

| Arsenal                           | 3 – 0               | Manchester City |
| --------------------------------- | ------------------- | --------------- |
| Cazorla 22' Ramsey 43' Giroud 62' | (2 – 0) Jegyzőkönyv |                 |

| Wembley, London Nézőszám: 71 523 Játékvezető: Michael Oliver |

### Bajnokság
| 2014. augusztus 17. 17:00 (CEST) 1. forduló |

| Newcastle United | 0 – 2               | Manchester City        |
| ---------------- | ------------------- | ---------------------- |
|                  | (0 – 1) Jegyzőkönyv | 37' Silva 90+1' Agüero |

| St James’ Park, Newcastle upon Tyne Nézőszám: 50 816 Játékvezető: Martin Atkinson |

| 2014. augusztus 25. 21:00 (CEST) 2. forduló |

| Manchester City            | 3 – 1               | Liverpool    |
| -------------------------- | ------------------- | ------------ |
| Jovetić 41' 55' Agüero 69' | (1 – 0) Jegyzőkönyv | 83' Zabaleta |

| City of Manchester Stadion, Manchester Nézőszám: 45 471 Játékvezető: Michael Oliver |

| 2014. augusztus 30. 16:00 (CEST) 3. forduló |

| Manchester City | 0 – 1               | Stoke City |
| --------------- | ------------------- | ---------- |
|                 | (0 – 0) Jegyzőkönyv | 57' Diouf  |

| City of Manchester Stadion, Manchester Nézőszám: 45 622 Játékvezető: Lee Mason |

| 2014. augusztus 17. 17:00 (CEST) 1. forduló |

| Newcastle United | 0 – 2               | Manchester City        |
| ---------------- | ------------------- | ---------------------- |
|                  | (0 – 1) Jegyzőkönyv | 37' Silva 90+1' Agüero |

| St James’ Park, Newcastle upon Tyne Nézőszám: 50 816 Játékvezető: Martin Atkinson |

| 2014. augusztus 25. 21:00 (CEST) 2. forduló |

| Manchester City            | 3 – 1               | Liverpool    |
| -------------------------- | ------------------- | ------------ |
| Jovetić 41' 55' Agüero 69' | (1 – 0) Jegyzőkönyv | 83' Zabaleta |

| City of Manchester Stadion, Manchester Nézőszám: 45 471 Játékvezető: Michael Oliver |

| 2014. augusztus 30. 16:00 (CEST) 3. forduló |

| Manchester City | 0 – 1               | Stoke City |
| --------------- | ------------------- | ---------- |
|                 | (0 – 0) Jegyzőkönyv | 57' Diouf  |

| City of Manchester Stadion, Manchester Nézőszám: 45 622 Játékvezető: Lee Mason |

| 2014. szeptember 13. 13:45 (CEST) 4. forduló |

| Arsenal                  | 2 – 2               | Manchester City           |
| ------------------------ | ------------------- | ------------------------- |
| Wilshere 63' Sánchez 74' | (0 – 1) Jegyzőkönyv | 28' Agüero 83' Demichelis |

| Emirates Stadion, London Nézőszám: 60 003 Játékvezető: Mark Clattenburg |

| 2014. szeptember 21. 17:00 (CEST) 5. forduló |

| Manchester City | 1 – 1               | Chelsea      |
| --------------- | ------------------- | ------------ |
| Lampard 85'     | (0 – 0) Jegyzőkönyv | 71' Schürrle |

| City of Manchester Stadion, Manchester Nézőszám: 45 602 Játékvezető: Mike Dean |

| 2014. szeptember 27. 16:00 (CEST) 6. forduló |

| Hull City                            | 2 – 4               | Manchester City                     |
| ------------------------------------ | ------------------- | ----------------------------------- |
| Mangala 21' Hernández 32' (11-esből) | (2 – 2) Jegyzőkönyv | 7' Agüero 11' 68' Džeko 87' Lampard |

| KC stadion, Kingston upon Hull Nézőszám: 25 000 Játékvezető: Anthony Taylor |

| 2014. szeptember 13. 13:45 (CEST) 4. forduló |

| Arsenal                  | 2 – 2               | Manchester City           |
| ------------------------ | ------------------- | ------------------------- |
| Wilshere 63' Sánchez 74' | (0 – 1) Jegyzőkönyv | 28' Agüero 83' Demichelis |

| Emirates Stadion, London Nézőszám: 60 003 Játékvezető: Mark Clattenburg |

| 2014. szeptember 21. 17:00 (CEST) 5. forduló |

| Manchester City | 1 – 1               | Chelsea      |
| --------------- | ------------------- | ------------ |
| Lampard 85'     | (0 – 0) Jegyzőkönyv | 71' Schürrle |

| City of Manchester Stadion, Manchester Nézőszám: 45 602 Játékvezető: Mike Dean |

| 2014. szeptember 27. 16:00 (CEST) 6. forduló |

| Hull City                            | 2 – 4               | Manchester City                     |
| ------------------------------------ | ------------------- | ----------------------------------- |
| Mangala 21' Hernández 32' (11-esből) | (2 – 2) Jegyzőkönyv | 7' Agüero 11' 68' Džeko 87' Lampard |

| KC stadion, Kingston upon Hull Nézőszám: 25 000 Játékvezető: Anthony Taylor |

| 2014. október 4. 18:30 (CEST) 7. forduló |

| Aston Villa | 0 – 2               | Manchester City      |
| ----------- | ------------------- | -------------------- |
|             | (0 – 0) Jegyzőkönyv | 82' Touré 88' Agüero |

| Villa Park, Birmingham Nézőszám: 32 964 Játékvezető: Chris Foy |

| 2014. október 18. 13:45 (CEST) 8. forduló |

| Manchester City                              | 4 – 1               | Tottenham             |
| -------------------------------------------- | ------------------- | --------------------- |
| Agüero 12' 19' (11-esből) 68' (11-esből) 75' | (2 – 1) Jegyzőkönyv | 15' Eriksen 67′ Fazio |

| City of Manchester Stadion, Manchester Nézőszám: 45 541 Játékvezető: Jonathan Moss |

| 2014. október 25. 13:45 (CEST) 9. forduló |

| West Ham United          | 2 – 1               | Manchester City |
| ------------------------ | ------------------- | --------------- |
| Amalfitano 21' Sakho 76' | (1 – 0) Jegyzőkönyv | 77' Silva       |

| Boleyn Ground, London Nézőszám: 34 977 Játékvezető: Martin Atkinson |

| 2014. október 4. 18:30 (CEST) 7. forduló |

| Aston Villa | 0 – 2               | Manchester City      |
| ----------- | ------------------- | -------------------- |
|             | (0 – 0) Jegyzőkönyv | 82' Touré 88' Agüero |

| Villa Park, Birmingham Nézőszám: 32 964 Játékvezető: Chris Foy |

| 2014. október 18. 13:45 (CEST) 8. forduló |

| Manchester City                              | 4 – 1               | Tottenham             |
| -------------------------------------------- | ------------------- | --------------------- |
| Agüero 12' 19' (11-esből) 68' (11-esből) 75' | (2 – 1) Jegyzőkönyv | 15' Eriksen 67′ Fazio |

| City of Manchester Stadion, Manchester Nézőszám: 45 541 Játékvezető: Jonathan Moss |

| 2014. október 25. 13:45 (CEST) 9. forduló |

| West Ham United          | 2 – 1               | Manchester City |
| ------------------------ | ------------------- | --------------- |
| Amalfitano 21' Sakho 76' | (1 – 0) Jegyzőkönyv | 77' Silva       |

| Boleyn Ground, London Nézőszám: 34 977 Játékvezető: Martin Atkinson |

| 2014. november 2. 14:30 (CET) 10. forduló |

| Manchester City | 1 – 0               | Manchester United |
| --------------- | ------------------- | ----------------- |
| Agüero 63'      | (0 – 0) Jegyzőkönyv | 31′, 39′ Smalling |

| City of Manchester Stadion, Manchester Nézőszám: 45 358 Játékvezető: Michael Oliver |

| 2014. november 8. 18:30 (CET) 11. forduló |

| Queens Park Rangers       | 2 – 2               | Manchester City |
| ------------------------- | ------------------- | --------------- |
| Austin 21' Demichelis 76' | (1 – 1) Jegyzőkönyv | 32' 83' Agüero  |

| Loftus Road, London Nézőszám: 25 000 Játékvezető: Mike Dean |

| 2014. november 22. 16:00 (CET) 12. forduló |

| Manchester City       | 2 – 1               | Swansea City |
| --------------------- | ------------------- | ------------ |
| Jovetić 19' Touré 62' | (1 – 1) Jegyzőkönyv | 9' W. Bony   |

| City of Manchester Stadion, Manchester Nézőszám: 45 448 Játékvezető: Neil Swarbrick |

| 2014. november 30. 14:30 (CET) 13. forduló |

| Southampton | 0 – 3               | Manchester City                  |
| ----------- | ------------------- | -------------------------------- |
|             | (0 – 0) Jegyzőkönyv | 51' Touré 80' Lampard 88' Clichy |

| St. Mary’s Stadium, Southampton Nézőszám: 30 919 Játékvezető: Mike Jones |

| 2014. november 2. 14:30 (CET) 10. forduló |

| Manchester City | 1 – 0               | Manchester United |
| --------------- | ------------------- | ----------------- |
| Agüero 63'      | (0 – 0) Jegyzőkönyv | 31′, 39′ Smalling |

| City of Manchester Stadion, Manchester Nézőszám: 45 358 Játékvezető: Michael Oliver |

| 2014. november 8. 18:30 (CET) 11. forduló |

| Queens Park Rangers       | 2 – 2               | Manchester City |
| ------------------------- | ------------------- | --------------- |
| Austin 21' Demichelis 76' | (1 – 1) Jegyzőkönyv | 32' 83' Agüero  |

| Loftus Road, London Nézőszám: 25 000 Játékvezető: Mike Dean |

| 2014. november 22. 16:00 (CET) 12. forduló |

| Manchester City       | 2 – 1               | Swansea City |
| --------------------- | ------------------- | ------------ |
| Jovetić 19' Touré 62' | (1 – 1) Jegyzőkönyv | 9' W. Bony   |

| City of Manchester Stadion, Manchester Nézőszám: 45 448 Játékvezető: Neil Swarbrick |

| 2014. november 30. 14:30 (CET) 13. forduló |

| Southampton | 0 – 3               | Manchester City                  |
| ----------- | ------------------- | -------------------------------- |
|             | (0 – 0) Jegyzőkönyv | 51' Touré 80' Lampard 88' Clichy |

| St. Mary’s Stadium, Southampton Nézőszám: 30 919 Játékvezető: Mike Jones |

| 2014. december 3. 21:00 (CET) 14. forduló |

| Sunderland | 1 – 4               | Manchester City                         |
| ---------- | ------------------- | --------------------------------------- |
| Wickham 7' | (1 – 2) Jegyzőkönyv | 21' 71' Agüero 39' Jovetić 55' Zabaleta |

| Stadium of Light, Sunderland Nézőszám: 41 152 Játékvezető: Craig Pawson |

| 2014. december 6. 16:00 (CET) 15. forduló |

| Manchester City      | 1 – 0               | Everton |
| -------------------- | ------------------- | ------- |
| Touré 24' (11-esből) | (1 – 0) Jegyzőkönyv |         |

| City of Manchester Stadion, Manchester Nézőszám: 45 603 Játékvezető: Andre Marriner |

| 2014. december 13. 16:00 (CET) 16. forduló |

| Leicester City | 0 – 1               | Manchester City |
| -------------- | ------------------- | --------------- |
|                | (0 – 1) Jegyzőkönyv | 40' Lampard     |

| Walkers Stadion, Leicester Nézőszám: 31 643 Játékvezető: Jonathan Moss |

| 2014. december 20. 16:00 (CET) 17. forduló |

| Manchester City         | 3 – 0               | Crystal Palace |
| ----------------------- | ------------------- | -------------- |
| Silva 49' 61' Touré 81' | (0 – 0) Jegyzőkönyv |                |

| City of Manchester Stadion, Manchester Nézőszám: 45 302 Játékvezető: Phil Dowd |

| 2014. december 26. 16:00 (CET) 18. forduló |

| West Bromwich | 1 – 3               | Manchester City                            |
| ------------- | ------------------- | ------------------------------------------ |
| Brown 87'     | (0 – 3) Jegyzőkönyv | 8' Fernando 13' (11-esből) Touré 34' Silva |

| The Hawthorns, West Bromwich Nézőszám: 26 040 Játékvezető: Mark Clattenburg |

| 2014. december 28. 15:00 (CET) 19. forduló |

| Manchester City           | 2 – 2               | Burnley             |
| ------------------------- | ------------------- | ------------------- |
| Silva 23' Fernandinho 33' | (2 – 0) Jegyzőkönyv | 47' Boyd 81' Barnes |

| City of Manchester Stadion, Manchester Nézőszám: 45 608 Játékvezető: Kevin Friend |

| 2014. december 3. 21:00 (CET) 14. forduló |

| Sunderland | 1 – 4               | Manchester City                         |
| ---------- | ------------------- | --------------------------------------- |
| Wickham 7' | (1 – 2) Jegyzőkönyv | 21' 71' Agüero 39' Jovetić 55' Zabaleta |

| Stadium of Light, Sunderland Nézőszám: 41 152 Játékvezető: Craig Pawson |

| 2014. december 6. 16:00 (CET) 15. forduló |

| Manchester City      | 1 – 0               | Everton |
| -------------------- | ------------------- | ------- |
| Touré 24' (11-esből) | (1 – 0) Jegyzőkönyv |         |

| City of Manchester Stadion, Manchester Nézőszám: 45 603 Játékvezető: Andre Marriner |

| 2014. december 13. 16:00 (CET) 16. forduló |

| Leicester City | 0 – 1               | Manchester City |
| -------------- | ------------------- | --------------- |
|                | (0 – 1) Jegyzőkönyv | 40' Lampard     |

| Walkers Stadion, Leicester Nézőszám: 31 643 Játékvezető: Jonathan Moss |

| 2014. december 20. 16:00 (CET) 17. forduló |

| Manchester City         | 3 – 0               | Crystal Palace |
| ----------------------- | ------------------- | -------------- |
| Silva 49' 61' Touré 81' | (0 – 0) Jegyzőkönyv |                |

| City of Manchester Stadion, Manchester Nézőszám: 45 302 Játékvezető: Phil Dowd |

| 2014. december 26. 16:00 (CET) 18. forduló |

| West Bromwich | 1 – 3               | Manchester City                            |
| ------------- | ------------------- | ------------------------------------------ |
| Brown 87'     | (0 – 3) Jegyzőkönyv | 8' Fernando 13' (11-esből) Touré 34' Silva |

| The Hawthorns, West Bromwich Nézőszám: 26 040 Játékvezető: Mark Clattenburg |

| 2014. december 28. 15:00 (CET) 19. forduló |

| Manchester City           | 2 – 2               | Burnley             |
| ------------------------- | ------------------- | ------------------- |
| Silva 23' Fernandinho 33' | (2 – 0) Jegyzőkönyv | 47' Boyd 81' Barnes |

| City of Manchester Stadion, Manchester Nézőszám: 45 608 Játékvezető: Kevin Friend |

| 2015. január 1. 16:00 (CET) 20. forduló |

| Manchester City                   | 3 – 2               | Sunderland                         |
| --------------------------------- | ------------------- | ---------------------------------- |
| Touré 57' Jovetić 67' Lampard 73' | (0 – 0) Jegyzőkönyv | 68' Rodwell 71' (11-esből) Johnson |

| City of Manchester Stadion, Manchester Nézőszám: 45 367 Játékvezető: Roger East |

| 2015. január 10. 16:00 (CET) 21. forduló |

| Everton         | 1 – 1               | Manchester City |
| --------------- | ------------------- | --------------- |
| Fernandinho 74' | (0 – 0) Jegyzőkönyv | 78' Naismith    |

| Goodison Park, Liverpool Nézőszám: 34 000 Játékvezető: Martin Atkinson |

| 2015. január 17. 17:00 (CET) 22. forduló |

| Manchester City | 0 – 2               | Arsenal                           |
| --------------- | ------------------- | --------------------------------- |
|                 | (0 – 1) Jegyzőkönyv | 24' (11-esből) Cazorla 67' Giroud |

| City of Manchester Stadion, Manchester Nézőszám: 45 596 Játékvezető: Mike Dean |

| 2015. január 31. 18:30 (CET) 23. forduló |

| Chelsea  | 1 – 1               | Manchester City |
| -------- | ------------------- | --------------- |
| Rémy 41' | (1 – 1) Jegyzőkönyv | 45' Silva       |

| Stamford Bridge, London Nézőszám: 41 000 Játékvezető: Mark Clattenburg |

| 2015. január 1. 16:00 (CET) 20. forduló |

| Manchester City                   | 3 – 2               | Sunderland                         |
| --------------------------------- | ------------------- | ---------------------------------- |
| Touré 57' Jovetić 67' Lampard 73' | (0 – 0) Jegyzőkönyv | 68' Rodwell 71' (11-esből) Johnson |

| City of Manchester Stadion, Manchester Nézőszám: 45 367 Játékvezető: Roger East |

| 2015. január 10. 16:00 (CET) 21. forduló |

| Everton         | 1 – 1               | Manchester City |
| --------------- | ------------------- | --------------- |
| Fernandinho 74' | (0 – 0) Jegyzőkönyv | 78' Naismith    |

| Goodison Park, Liverpool Nézőszám: 34 000 Játékvezető: Martin Atkinson |

| 2015. január 17. 17:00 (CET) 22. forduló |

| Manchester City | 0 – 2               | Arsenal                           |
| --------------- | ------------------- | --------------------------------- |
|                 | (0 – 1) Jegyzőkönyv | 24' (11-esből) Cazorla 67' Giroud |

| City of Manchester Stadion, Manchester Nézőszám: 45 596 Játékvezető: Mike Dean |

| 2015. január 31. 18:30 (CET) 23. forduló |

| Chelsea  | 1 – 1               | Manchester City |
| -------- | ------------------- | --------------- |
| Rémy 41' | (1 – 1) Jegyzőkönyv | 45' Silva       |

| Stamford Bridge, London Nézőszám: 41 000 Játékvezető: Mark Clattenburg |

| 2015. február 7. 16:00 (CET) 24. forduló |

| Manchester City | 1 – 1               | Hull City  |
| --------------- | ------------------- | ---------- |
| Milner 90+2'    | (0 – 1) Jegyzőkönyv | 35' Meyler |

| City of Manchester Stadion, Manchester Játékvezető: Jonathan Moss |

| 2015. február 11. 20:45 (CET) 25. forduló |

| Stoke City | 1 – 4               | Manchester City                                |
| ---------- | ------------------- | ---------------------------------------------- |
| Crouch 38' | (1 – 1) Jegyzőkönyv | 33' 70' (11-esből) Agüero 55' Milner 76' Nasri |

| Britannia Stadium, Stoke-on-Trent Nézőszám: 27 011 Játékvezető: Lee Mason |

| 2015. február 21. 18:30 (CET) 26. forduló |

| Manchester City                                        | 5 – 0               | Newcastle United |
| ------------------------------------------------------ | ------------------- | ---------------- |
| Agüero 2' (11-esből) Nasri 12' Džeko 21' Silva 51' 53' | (3 – 0) Jegyzőkönyv |                  |

| City of Manchester Stadion, Manchester Nézőszám: 45 605 Játékvezető: Chris Foy |

| 2015. február 7. 16:00 (CET) 24. forduló |

| Manchester City | 1 – 1               | Hull City  |
| --------------- | ------------------- | ---------- |
| Milner 90+2'    | (0 – 1) Jegyzőkönyv | 35' Meyler |

| City of Manchester Stadion, Manchester Játékvezető: Jonathan Moss |

| 2015. február 11. 20:45 (CET) 25. forduló |

| Stoke City | 1 – 4               | Manchester City                                |
| ---------- | ------------------- | ---------------------------------------------- |
| Crouch 38' | (1 – 1) Jegyzőkönyv | 33' 70' (11-esből) Agüero 55' Milner 76' Nasri |

| Britannia Stadium, Stoke-on-Trent Nézőszám: 27 011 Játékvezető: Lee Mason |

| 2015. február 21. 18:30 (CET) 26. forduló |

| Manchester City                                        | 5 – 0               | Newcastle United |
| ------------------------------------------------------ | ------------------- | ---------------- |
| Agüero 2' (11-esből) Nasri 12' Džeko 21' Silva 51' 53' | (3 – 0) Jegyzőkönyv |                  |

| City of Manchester Stadion, Manchester Nézőszám: 45 605 Játékvezető: Chris Foy |

| 2015. március 1. 13:00 (CET) 27. forduló |

| Liverpool                  | 2 – 1               | Manchester City |
| -------------------------- | ------------------- | --------------- |
| Henderson 11' Coutinho 76' | (1 – 1) Jegyzőkönyv | 25' Džeko       |

| Anfield Stadion, Liverpool Nézőszám: 44 000 Játékvezető: Mark Clattenburg |

| 2015. március 4. 20:45 (CET) 28. forduló |

| Manchester City        | 2 – 0               | Leicester City |
| ---------------------- | ------------------- | -------------- |
| Silva 45+2' Milner 88' | (1 – 0) Jegyzőkönyv |                |

| City of Manchester Stadion, Manchester Nézőszám: 45 000 Játékvezető: Robert Madley |

| 2015. március 14. 16:00 (CET) 29. forduló |

| Burnley  | 1 – 0               | Manchester City |
| -------- | ------------------- | --------------- |
| Boyd 61' | (0 – 0) Jegyzőkönyv |                 |

| Turf Moor, Burnley Nézőszám: 21 216 Játékvezető: Andre Marriner |

| 2015. március 21. 16:00 (CET) 30. forduló |

| Manchester City                          | 3 – 0               | West Bromwich Albion |
| ---------------------------------------- | ------------------- | -------------------- |
| Wilfried Bony 27' Fernando 40' Silva 78' | (2 – 0) Jegyzőkönyv |                      |

| City of Manchester Stadion, Manchester Játékvezető: Neil Swarbrick |

| 2015. március 1. 13:00 (CET) 27. forduló |

| Liverpool                  | 2 – 1               | Manchester City |
| -------------------------- | ------------------- | --------------- |
| Henderson 11' Coutinho 76' | (1 – 1) Jegyzőkönyv | 25' Džeko       |

| Anfield Stadion, Liverpool Nézőszám: 44 000 Játékvezető: Mark Clattenburg |

| 2015. március 4. 20:45 (CET) 28. forduló |

| Manchester City        | 2 – 0               | Leicester City |
| ---------------------- | ------------------- | -------------- |
| Silva 45+2' Milner 88' | (1 – 0) Jegyzőkönyv |                |

| City of Manchester Stadion, Manchester Nézőszám: 45 000 Játékvezető: Robert Madley |

| 2015. március 14. 16:00 (CET) 29. forduló |

| Burnley  | 1 – 0               | Manchester City |
| -------- | ------------------- | --------------- |
| Boyd 61' | (0 – 0) Jegyzőkönyv |                 |

| Turf Moor, Burnley Nézőszám: 21 216 Játékvezető: Andre Marriner |

| 2015. március 21. 16:00 (CET) 30. forduló |

| Manchester City                          | 3 – 0               | West Bromwich Albion |
| ---------------------------------------- | ------------------- | -------------------- |
| Wilfried Bony 27' Fernando 40' Silva 78' | (2 – 0) Jegyzőkönyv |                      |

| City of Manchester Stadion, Manchester Játékvezető: Neil Swarbrick |

| 2015. április 6. 21:00 (CEST) 31. forduló |

| Crystal Palace          | 2 – 1               | Manchester City |
| ----------------------- | ------------------- | --------------- |
| Murray 34' Puncheon 48' | (1 – 0) Jegyzőkönyv | 77' Touré       |

| Selhurst Park, London Játékvezető: Michael Oliver |

| 2015. április 12. 17:00 (CEST) 32. forduló |

| Manchester United                            | 4 – 2               | Manchester City |
| -------------------------------------------- | ------------------- | --------------- |
| Young 14' Fellaini 29' Mata 67' Smalling 74' | (2 – 1) Jegyzőkönyv | 8' 89' Agüero   |

| Old Trafford, Manchester Nézőszám: 75 313 Játékvezető: Mark Clattenburg |

| 2015. április 19. 14:30 (CEST) 33. forduló |

| Manchester City        | 2 – 0               | West Ham United |
| ---------------------- | ------------------- | --------------- |
| Collins 18' Agüero 36' | (2 – 0) Jegyzőkönyv |                 |

| City of Manchester Stadion, Manchester Nézőszám: 45 000 Játékvezető: Anthony Taylor |

| 2015. április 25. 18:30 (CEST) 34. forduló |

| Manchester City                       | 3 – 2               | Aston Villa               |
| ------------------------------------- | ------------------- | ------------------------- |
| Agüero 3' Kolarov 66' Fernandinho 89' | (1 – 0) Jegyzőkönyv | 68' Cleverley 85' Sánchez |

| City of Manchester Stadion, Manchester Nézőszám: 45 036 Játékvezető: Mike Dean |

| 2015. április 6. 21:00 (CEST) 31. forduló |

| Crystal Palace          | 2 – 1               | Manchester City |
| ----------------------- | ------------------- | --------------- |
| Murray 34' Puncheon 48' | (1 – 0) Jegyzőkönyv | 77' Touré       |

| Selhurst Park, London Játékvezető: Michael Oliver |

| 2015. április 12. 17:00 (CEST) 32. forduló |

| Manchester United                            | 4 – 2               | Manchester City |
| -------------------------------------------- | ------------------- | --------------- |
| Young 14' Fellaini 29' Mata 67' Smalling 74' | (2 – 1) Jegyzőkönyv | 8' 89' Agüero   |

| Old Trafford, Manchester Nézőszám: 75 313 Játékvezető: Mark Clattenburg |

| 2015. április 19. 14:30 (CEST) 33. forduló |

| Manchester City        | 2 – 0               | West Ham United |
| ---------------------- | ------------------- | --------------- |
| Collins 18' Agüero 36' | (2 – 0) Jegyzőkönyv |                 |

| City of Manchester Stadion, Manchester Nézőszám: 45 000 Játékvezető: Anthony Taylor |

| 2015. április 25. 18:30 (CEST) 34. forduló |

| Manchester City                       | 3 – 2               | Aston Villa               |
| ------------------------------------- | ------------------- | ------------------------- |
| Agüero 3' Kolarov 66' Fernandinho 89' | (1 – 0) Jegyzőkönyv | 68' Cleverley 85' Sánchez |

| City of Manchester Stadion, Manchester Nézőszám: 45 036 Játékvezető: Mike Dean |

| 2015. május 3. 17:00 (CEST) 35. forduló |

| Tottenham | 0 – 1               | Manchester City |
| --------- | ------------------- | --------------- |
|           | (0 – 1) Jegyzőkönyv | 29' Agüero      |

| White Hart Lane, London Nézőszám: 35 784 Játékvezető: Andre Marriner |

| 2015. május 10. 14:30 (CEST) 36. forduló |

| Manchester City                                               | 6 – 0               | Queens Park Rangers |
| ------------------------------------------------------------- | ------------------- | ------------------- |
| Agüero 4' 50' 65' (11-esből) Kolarov 32' Milner 70' Silva 87' | (2 – 0) Jegyzőkönyv |                     |

| City of Manchester Stadion, Manchester Nézőszám: 45 000 Játékvezető: Mike Dean |

| 2015. május 17. 14:30 (CEST) 37. forduló |

| Swansea City             | 2 – 4               | Manchester City                              |
| ------------------------ | ------------------- | -------------------------------------------- |
| Sigurðsson 45' Gomis 64' | (1 – 2) Jegyzőkönyv | 21' 74' Touré 36' Milner 90+2' Wilfried Bony |

| Liberty Stadion, Swansea Nézőszám: 20 669 Játékvezető: Mark Clattenburg |

| 2015. május 24. 16:00 (CEST) 38. forduló |

| Manchester City        | 2 – 0               | Southampton |
| ---------------------- | ------------------- | ----------- |
| Lampard 31' Agüero 88' | (1 – 0) Jegyzőkönyv |             |

| City of Manchester Stadion, Manchester Nézőszám: 45 300 Játékvezető: Chris Foy |

| 2015. május 3. 17:00 (CEST) 35. forduló |

| Tottenham | 0 – 1               | Manchester City |
| --------- | ------------------- | --------------- |
|           | (0 – 1) Jegyzőkönyv | 29' Agüero      |

| White Hart Lane, London Nézőszám: 35 784 Játékvezető: Andre Marriner |

| 2015. május 10. 14:30 (CEST) 36. forduló |

| Manchester City                                               | 6 – 0               | Queens Park Rangers |
| ------------------------------------------------------------- | ------------------- | ------------------- |
| Agüero 4' 50' 65' (11-esből) Kolarov 32' Milner 70' Silva 87' | (2 – 0) Jegyzőkönyv |                     |

| City of Manchester Stadion, Manchester Nézőszám: 45 000 Játékvezető: Mike Dean |

| 2015. május 17. 14:30 (CEST) 37. forduló |

| Swansea City             | 2 – 4               | Manchester City                              |
| ------------------------ | ------------------- | -------------------------------------------- |
| Sigurðsson 45' Gomis 64' | (1 – 2) Jegyzőkönyv | 21' 74' Touré 36' Milner 90+2' Wilfried Bony |

| Liberty Stadion, Swansea Nézőszám: 20 669 Játékvezető: Mark Clattenburg |

| 2015. május 24. 16:00 (CEST) 38. forduló |

| Manchester City        | 2 – 0               | Southampton |
| ---------------------- | ------------------- | ----------- |
| Lampard 31' Agüero 88' | (1 – 0) Jegyzőkönyv |             |

| City of Manchester Stadion, Manchester Nézőszám: 45 300 Játékvezető: Chris Foy |

#### Bajnoki tabella
| #   | Csapat                  | M  | GY | D  | V  | G+ – G– | GK  | P  | Megjegyzések          |
| --- | ----------------------- | -- | -- | -- | -- | ------- | --- | -- | --------------------- |
| 1.  | Chelsea (B)             | 38 | 26 | 9  | 3  | 73–32   | +41 | 87 | BL csoportkör         |
| 2.  | Manchester City         | 38 | 24 | 7  | 7  | 83–38   | +45 | 79 | BL csoportkör         |
| 3.  | Arsenal                 | 38 | 22 | 9  | 7  | 71–36   | +35 | 75 | BL csoportkör         |
| 4.  | Manchester United       | 38 | 20 | 10 | 8  | 62–37   | +25 | 70 | BL rájátszás          |
| 5.  | Tottenham Hotspur       | 38 | 19 | 7  | 12 | 58–53   | +5  | 64 | Európa Liga           |
| 6.  | Liverpool               | 38 | 18 | 8  | 12 | 52–48   | +4  | 62 | Európa Liga selejtező |
| 7.  | Southampton             | 38 | 18 | 6  | 14 | 54–33   | +21 | 60 |                       |
| 8.  | Swansea City            | 38 | 16 | 8  | 14 | 46–49   | −3  | 56 |                       |
| 9.  | Stoke City              | 38 | 15 | 9  | 14 | 48–45   | +3  | 54 |                       |
| 10. | Crystal Palace          | 38 | 13 | 9  | 16 | 47–51   | −4  | 48 |                       |
| 11. | Everton                 | 38 | 12 | 11 | 15 | 48–50   | −2  | 47 |                       |
| 12. | West Ham United         | 38 | 12 | 11 | 15 | 44–47   | −3  | 47 |                       |
| 13. | West Bromwich Albion    | 38 | 11 | 11 | 16 | 38–51   | −13 | 44 |                       |
| 14. | Leicester City          | 38 | 11 | 8  | 19 | 46–55   | −9  | 41 |                       |
| 15. | Newcastle United        | 38 | 10 | 9  | 19 | 40–63   | −23 | 39 |                       |
| 16. | Sunderland              | 38 | 7  | 17 | 14 | 31–53   | −22 | 38 |                       |
| 17. | Aston Villa             | 38 | 10 | 8  | 20 | 31–57   | −26 | 38 |                       |
| 18. | Hull City (K)           | 38 | 8  | 11 | 19 | 33–51   | −18 | 35 | kiesők                |
| 19. | Burnley (K)             | 38 | 7  | 12 | 19 | 28–53   | −25 | 33 | kiesők                |
| 20. | Queens Park Rangers (K) | 38 | 8  | 6  | 24 | 42–73   | −31 | 30 | kiesők                |

Utolsó frissítés: 2015. május 25. 
Forrás: Barclays Premier League 
A rangsorolás alapszabályai: 1. összpontszám, 2. egymás elleni eredmények összpontszáma, 3. gólkülönbség, 4. szerzett gólok száma.
(B): Bajnokcsapat, (K): Kieső csapat, (F): Feljutó csapat, (I): Kupainduló, (R): A rájátszás győztese, (KGY): Kupagyőztes

### FA-kupa
| 2015. január 4. 16:00 CET |

| Manchester City  | 2 – 1               | Sheffield Wednesday |
| ---------------- | ------------------- | ------------------- |
| Milner 66' 90+1' | (0 – 1) Jegyzőkönyv | 14' Nuhiu           |

| City of Manchester Stadium, Manchester Nézőszám: 44 309 Játékvezető: Michael Oliver |

| 2015. január 4. 16:00 CET |

| Manchester City  | 2 – 1               | Sheffield Wednesday |
| ---------------- | ------------------- | ------------------- |
| Milner 66' 90+1' | (0 – 1) Jegyzőkönyv | 14' Nuhiu           |

| City of Manchester Stadium, Manchester Nézőszám: 44 309 Játékvezető: Michael Oliver |

| 2015. január 24. 16:00 CET |

| Manchester City | 0 – 2               | Middlesbrough          |
| --------------- | ------------------- | ---------------------- |
|                 | (0 – 0) Jegyzőkönyv | Bamford 53' Kike 90+3' |

| City of Manchester Stadium, Manchester Nézőszám: 44 836 Játékvezető: Phil Dowd |

| 2015. január 24. 16:00 CET |

| Manchester City | 0 – 2               | Middlesbrough          |
| --------------- | ------------------- | ---------------------- |
|                 | (0 – 0) Jegyzőkönyv | Bamford 53' Kike 90+3' |

| City of Manchester Stadium, Manchester Nézőszám: 44 836 Játékvezető: Phil Dowd |

### Ligakupa
| 2014. szeptember 24. 20:45 CEST |

| Manchester City                                                         | 7 – 0               | Sheffield Wednesday |
| ----------------------------------------------------------------------- | ------------------- | ------------------- |
| Lampard 47' 90+3' Džeko 53' 77' Navas 54' Touré 60' (11-esből) Pozo 88' | (0 – 0) Jegyzőkönyv | 59′ Zayatte         |

| City of Manchester Stadion, Manchester Nézőszám: 32 346 Játékvezető: Paul Tierney |

| 2014. szeptember 24. 20:45 CEST |

| Manchester City                                                         | 7 – 0               | Sheffield Wednesday |
| ----------------------------------------------------------------------- | ------------------- | ------------------- |
| Lampard 47' 90+3' Džeko 53' 77' Navas 54' Touré 60' (11-esből) Pozo 88' | (0 – 0) Jegyzőkönyv | 59′ Zayatte         |

| City of Manchester Stadion, Manchester Nézőszám: 32 346 Játékvezető: Paul Tierney |

| 2014. október 29. 20:45 CEST |

| Manchester City | 0 – 2               | Newcastle United      |
| --------------- | ------------------- | --------------------- |
|                 | (0 – 1) Jegyzőkönyv | 9' Aarons 75' Sissoko |

| City of Manchester Stadion, Manchester Nézőszám: 40 752 Játékvezető: Stuart Atwell |

| 2014. október 29. 20:45 CEST |

| Manchester City | 0 – 2               | Newcastle United      |
| --------------- | ------------------- | --------------------- |
|                 | (0 – 1) Jegyzőkönyv | 9' Aarons 75' Sissoko |

| City of Manchester Stadion, Manchester Nézőszám: 40 752 Játékvezető: Stuart Atwell |

### Bajnokok Ligája
| 2014. szeptember 17. 20:45 (CEST) |

| Bayern München | 1 – 0               | Manchester City |
| -------------- | ------------------- | --------------- |
| Boateng 90'    | (0 – 0) Jegyzőkönyv |                 |

| Allianz Arena, München Nézőszám: 62 000 Játékvezető: Alberto Mallenco (spanyol) |

| 2014. szeptember 30. 20:45 (CEST) |

| Manchester City      | 1 – 1               | AS Roma   |
| -------------------- | ------------------- | --------- |
| Agüero 4' (11-esből) | (1 – 1) Jegyzőkönyv | 23' Totti |

| City of Manchester Stadium, Manchester Játékvezető: Björn Kuipers (holland) |

| 2014. október 21. 18:00 (CEST) |

| CSZKA Moszkva                     | 2 – 2               | Manchester City       |
| --------------------------------- | ------------------- | --------------------- |
| Doumbia 65' Natcho 86' (11-esből) | (0 – 2) Jegyzőkönyv | 29' Agüero 38' Milner |

| Arena Himki, Himki Nézőszám: zártkapus Játékvezető: Vad István (magyar) |

| 2014. november 5. 20:45 (CET) |

| Manchester City | 1 – 2               | CSZKA Moszkva  |
| --------------- | ------------------- | -------------- |
| Touré 8'        | (1 – 2) Jegyzőkönyv | 2' 34' Doumbia |

| City of Manchester Stadium, Manchester Nézőszám: 45 143 Játékvezető: Anasztásziosz Szidirópulosz (görög) |

| 2014. november 25. 20:45 (CET) |

| Manchester City                 | 3 – 2               | Bayern München                          |
| ------------------------------- | ------------------- | --------------------------------------- |
| Agüero 22' (11-esből) 85' 90+1' | (1 – 2) Jegyzőkönyv | 21′ Benatija 40' Alonso 45' Lewandowski |

| City of Manchester Stadium, Manchester Nézőszám: 44 502 Játékvezető: Pavel Královec (cseh) |

| 2014. december 10. 20:45 (CET) |

| AS Roma | 0 – 2               | Manchester City        |
| ------- | ------------------- | ---------------------- |
|         | (0 – 0) Jegyzőkönyv | 60' Nasri 86' Zabaleta |

| Stadio Olimpico, Róma Nézőszám: 70 000 Játékvezető: Milorad Mažić (szerb) |

| Csapat          | M | Gy | D | V | G+ | G– | Gk  | P  |
| --------------- | - | -- | - | - | -- | -- | --- | -- |
| Bayern München  | 6 | 5  | 0 | 1 | 16 | 4  | +12 | 15 |
| Manchester City | 6 | 2  | 2 | 2 | 9  | 8  | +1  | 8  |
| AS Roma         | 6 | 1  | 2 | 3 | 8  | 14 | –6  | 5  |
| CSZKA Moszkva   | 6 | 1  | 2 | 3 | 6  | 13 | –7  | 5  |

|                 | FCB   | MCI   | CSM   | ASR   |
| --------------- | ----- | ----- | ----- | ----- |
| Bayern München  | –     | 1 – 0 | 3 – 0 | 2 – 0 |
| Manchester City | 3 – 2 | –     | 1 – 2 | 1 – 1 |
| CSZKA Moszkva   | 0 – 1 | 2 – 2 | –     | 1 – 1 |
| AS Roma         | 1 – 7 | 0 – 2 | 5 – 1 | –     |

| Csapat          | M | Gy | D | V | G+ | G– | Gk  | P  |
| --------------- | - | -- | - | - | -- | -- | --- | -- |
| Bayern München  | 6 | 5  | 0 | 1 | 16 | 4  | +12 | 15 |
| Manchester City | 6 | 2  | 2 | 2 | 9  | 8  | +1  | 8  |
| AS Roma         | 6 | 1  | 2 | 3 | 8  | 14 | –6  | 5  |
| CSZKA Moszkva   | 6 | 1  | 2 | 3 | 6  | 13 | –7  | 5  |

|                 | FCB   | MCI   | CSM   | ASR   |
| --------------- | ----- | ----- | ----- | ----- |
| Bayern München  | –     | 1 – 0 | 3 – 0 | 2 – 0 |
| Manchester City | 3 – 2 | –     | 1 – 2 | 1 – 1 |
| CSZKA Moszkva   | 0 – 1 | 2 – 2 | –     | 1 – 1 |
| AS Roma         | 1 – 7 | 0 – 2 | 5 – 1 | –     |

| 2014. szeptember 17. 20:45 (CEST) |

| Bayern München | 1 – 0               | Manchester City |
| -------------- | ------------------- | --------------- |
| Boateng 90'    | (0 – 0) Jegyzőkönyv |                 |

| Allianz Arena, München Nézőszám: 62 000 Játékvezető: Alberto Mallenco (spanyol) |

| 2014. szeptember 30. 20:45 (CEST) |

| Manchester City      | 1 – 1               | AS Roma   |
| -------------------- | ------------------- | --------- |
| Agüero 4' (11-esből) | (1 – 1) Jegyzőkönyv | 23' Totti |

| City of Manchester Stadium, Manchester Játékvezető: Björn Kuipers (holland) |

| 2014. október 21. 18:00 (CEST) |

| CSZKA Moszkva                     | 2 – 2               | Manchester City       |
| --------------------------------- | ------------------- | --------------------- |
| Doumbia 65' Natcho 86' (11-esből) | (0 – 2) Jegyzőkönyv | 29' Agüero 38' Milner |

| Arena Himki, Himki Nézőszám: zártkapus Játékvezető: Vad István (magyar) |

| 2014. november 5. 20:45 (CET) |

| Manchester City | 1 – 2               | CSZKA Moszkva  |
| --------------- | ------------------- | -------------- |
| Touré 8'        | (1 – 2) Jegyzőkönyv | 2' 34' Doumbia |

| City of Manchester Stadium, Manchester Nézőszám: 45 143 Játékvezető: Anasztásziosz Szidirópulosz (görög) |

| 2014. november 25. 20:45 (CET) |

| Manchester City                 | 3 – 2               | Bayern München                          |
| ------------------------------- | ------------------- | --------------------------------------- |
| Agüero 22' (11-esből) 85' 90+1' | (1 – 2) Jegyzőkönyv | 21′ Benatija 40' Alonso 45' Lewandowski |

| City of Manchester Stadium, Manchester Nézőszám: 44 502 Játékvezető: Pavel Královec (cseh) |

| 2014. december 10. 20:45 (CET) |

| AS Roma | 0 – 2               | Manchester City        |
| ------- | ------------------- | ---------------------- |
|         | (0 – 0) Jegyzőkönyv | 60' Nasri 86' Zabaleta |

| Stadio Olimpico, Róma Nézőszám: 70 000 Játékvezető: Milorad Mažić (szerb) |

| Csapat          | M | Gy | D | V | G+ | G– | Gk  | P  |
| --------------- | - | -- | - | - | -- | -- | --- | -- |
| Bayern München  | 6 | 5  | 0 | 1 | 16 | 4  | +12 | 15 |
| Manchester City | 6 | 2  | 2 | 2 | 9  | 8  | +1  | 8  |
| AS Roma         | 6 | 1  | 2 | 3 | 8  | 14 | –6  | 5  |
| CSZKA Moszkva   | 6 | 1  | 2 | 3 | 6  | 13 | –7  | 5  |

|                 | FCB   | MCI   | CSM   | ASR   |
| --------------- | ----- | ----- | ----- | ----- |
| Bayern München  | –     | 1 – 0 | 3 – 0 | 2 – 0 |
| Manchester City | 3 – 2 | –     | 1 – 2 | 1 – 1 |
| CSZKA Moszkva   | 0 – 1 | 2 – 2 | –     | 1 – 1 |
| AS Roma         | 1 – 7 | 0 – 2 | 5 – 1 | –     |

| Csapat          | M | Gy | D | V | G+ | G– | Gk  | P  |
| --------------- | - | -- | - | - | -- | -- | --- | -- |
| Bayern München  | 6 | 5  | 0 | 1 | 16 | 4  | +12 | 15 |
| Manchester City | 6 | 2  | 2 | 2 | 9  | 8  | +1  | 8  |
| AS Roma         | 6 | 1  | 2 | 3 | 8  | 14 | –6  | 5  |
| CSZKA Moszkva   | 6 | 1  | 2 | 3 | 6  | 13 | –7  | 5  |

|                 | FCB   | MCI   | CSM   | ASR   |
| --------------- | ----- | ----- | ----- | ----- |
| Bayern München  | –     | 1 – 0 | 3 – 0 | 2 – 0 |
| Manchester City | 3 – 2 | –     | 1 – 2 | 1 – 1 |
| CSZKA Moszkva   | 0 – 1 | 2 – 2 | –     | 1 – 1 |
| AS Roma         | 1 – 7 | 0 – 2 | 5 – 1 | –     |

| 2015. február 24. 20:45 (CET) |

| Manchester City | 1 – 2               | Barcelona      |
| --------------- | ------------------- | -------------- |
| Agüero 69'      | (0 – 2) Jegyzőkönyv | 16' 30' Suárez |

| City of Manchester Stadium, Manchester Nézőszám: 45 300 Játékvezető: Felix Brych (német) |

| 2015. március 18. 20:45 (CET) |

| Barcelona   | 1 – 0               | Manchester City |
| ----------- | ------------------- | --------------- |
| Rakitić 31' | (0 – 0) Jegyzőkönyv |                 |

| Nou Camp, Barcelona Nézőszám: 90 000 Játékvezető: Gianluca Rocchi (olasz) |

| 2015. február 24. 20:45 (CET) |

| Manchester City | 1 – 2               | Barcelona      |
| --------------- | ------------------- | -------------- |
| Agüero 69'      | (0 – 2) Jegyzőkönyv | 16' 30' Suárez |

| City of Manchester Stadium, Manchester Nézőszám: 45 300 Játékvezető: Felix Brych (német) |

| 2015. március 18. 20:45 (CET) |

| Barcelona   | 1 – 0               | Manchester City |
| ----------- | ------------------- | --------------- |
| Rakitić 31' | (0 – 0) Jegyzőkönyv |                 |

| Nou Camp, Barcelona Nézőszám: 90 000 Játékvezető: Gianluca Rocchi (olasz) |

## Statisztikák

### Gólok
| #        | Nemz.               | Poszt    | Játékos            | PL | FA-kupa | Ligakupa | BL | Összesen |
| -------- | ------------------- | -------- | ------------------ | -- | ------- | -------- | -- | -------- |
| 16       | Argentína           | CS       | Sergio Agüero      | 26 | 0       | 0        | 6  | 32       |
| 21       | Spanyolország       | KP       | David Silva        | 13 | 0       | 0        | 0  | 13       |
| 42       | Elefántcsontpart    | KP       | Yaya Touré         | 10 | 0       | 1        | 1  | 12       |
| 18       | Anglia              | KP       | Frank Lampard      | 6  | 0       | 2        | 0  | 8        |
| 10       | Bosznia-Hercegovina | CS       | Edin Džeko         | 4  | 0       | 2        | 0  | 6        |
| 7        | Anglia              | KP       | James Milner       | 5  | 2       | 0        | 1  | 8        |
| 35       | Montenegró          | CS       | Stevan Jovetić     | 5  | 0       | 0        | 0  | 5        |
| 26       | Argentína           | V        | Martín Demichelis  | 1  | 0       | 0        | 0  | 1        |
| 15       | Spanyolország       | KP       | Jesús Navas        | 0  | 0       | 1        | 0  | 1        |
| 78       | Spanyolország       | KP       | José Pozo          | 0  | 0       | 1        | 0  | 1        |
| 22       | Franciaország       | V        | Gaël Clichy        | 1  | 0       | 0        | 0  | 1        |
| 5        | Argentína           | V        | Pablo Zabaleta     | 1  | 0       | 0        | 1  | 2        |
| 8        | Franciaország       | KP       | Samir Nasri        | 2  | 0       | 0        | 1  | 3        |
| 6        | Brazília            | KP       | Fernando           | 2  | 0       | 0        | 0  | 2        |
| 25       | Brazília            | KP       | Fernandinho        | 3  | 0       | 0        | 0  | 3        |
| 14       | Elefántcsontpart    | CS       | Wilfried Bony      | 2  | 0       | 0        | 0  | 2        |
| 11       | Szerbia             | H        | Aleksandar Kolarov | 2  | 0       | 0        | 0  | 2        |
| öngól    | öngól               | öngól    | öngól              | 1  | 0       | 0        | 0  | 1        |
| Összesen | Összesen            | Összesen | Összesen           | 83 | 2       | 7        | 10 | 102      |

### Lapok
| #        | Nemz.               | Poszt    | Játékos            | PL        | PL                                   | PL        | FA-kupa   | FA-kupa                              | FA-kupa   | Ligakupa* | Ligakupa*                            | Ligakupa* | BL        | BL                                   | BL        | Összesen  | Összesen                             | Összesen  |
| #        | Nemz.               | Poszt    | Játékos            | Sárga lap | sárga lap · 2. sárga lap · kiállítva | kiállítva | Sárga lap | sárga lap · 2. sárga lap · kiállítva | kiállítva | Sárga lap | sárga lap · 2. sárga lap · kiállítva | kiállítva | Sárga lap | sárga lap · 2. sárga lap · kiállítva | kiállítva | Sárga lap | sárga lap · 2. sárga lap · kiállítva | kiállítva |
| -------- | ------------------- | -------- | ------------------ | --------- | ------------------------------------ | --------- | --------- | ------------------------------------ | --------- | --------- | ------------------------------------ | --------- | --------- | ------------------------------------ | --------- | --------- | ------------------------------------ | --------- |
| 6        | Brazília            | KP       | Fernando           | 6         | 0                                    | 0         | 0         | 0                                    | 0         | 1         | 0                                    | 0         | 2         | 0                                    | 0         | 9         | 0                                    | 0         |
| 42       | Elefántcsontpart    | KP       | Yaya Touré         | 5         | 0                                    | 0         | 0         | 0                                    | 0         | 0         | 0                                    | 0         | 1         | 0                                    | 1         | 6         | 0                                    | 1         |
| 25       | Brazília            | KP       | Fernandinho        | 7         | 0                                    | 0         | 1         | 0                                    | 0         | 0         | 0                                    | 0         | 2         | 1                                    | 0         | 10        | 1                                    | 0         |
| 21       | Spanyolország       | KP       | David Silva        | 8         | 0                                    | 0         | 0         | 0                                    | 0         | 0         | 0                                    | 0         | 1         | 0                                    | 0         | 9         | 0                                    | 0         |
| 26       | Argentína           | V        | Martín Demichelis  | 6         | 0                                    | 0         | 0         | 0                                    | 0         | 0         | 0                                    | 0         | 2         | 0                                    | 0         | 8         | 0                                    | 0         |
| 4        | Argentína           | V        | Vincent Kompany    | 7         | 0                                    | 0         | 1         | 0                                    | 0         | 0         | 0                                    | 0         | 1         | 0                                    | 0         | 9         | 0                                    | 0         |
| 11       | Szerbia             | V        | Aleksandar Kolarov | 4         | 0                                    | 0         | 0         | 0                                    | 0         | 0         | 0                                    | 0         | 1         | 0                                    | 0         | 5         | 0                                    | 0         |
| 5        | Argentína           | V        | Pablo Zabaleta     | 7         | 1                                    | 0         | 0         | 0                                    | 0         | 0         | 0                                    | 0         | 1         | 0                                    | 0         | 8         | 1                                    | 0         |
| 16       | Argentína           | CS       | Sergio Agüero      | 4         | 0                                    | 0         | 0         | 0                                    | 0         | 0         | 0                                    | 0         | 2         | 0                                    | 0         | 6         | 0                                    | 0         |
| 18       | Anglia              | KP       | Frank Lampard      | 1         | 0                                    | 0         | 0         | 0                                    | 0         | 0         | 0                                    | 0         | 0         | 0                                    | 0         | 1         | 0                                    | 0         |
| 22       | Franciaország       | V        | Gaël Clichy        | 1         | 0                                    | 0         | 0         | 0                                    | 0         | 0         | 0                                    | 0         | 3         | 1                                    | 0         | 4         | 1                                    | 0         |
| 10       | Bosznia-Hercegovina | CS       | Edin Džeko         | 1         | 0                                    | 0         | 0         | 0                                    | 0         | 0         | 0                                    | 0         | 2         | 0                                    | 0         | 3         | 0                                    | 0         |
| 20       | Franciaország       | V        | Eliaquim Mangala   | 4         | 1                                    | 0         | 0         | 0                                    | 0         | 2         | 0                                    | 0         | 0         | 0                                    | 0         | 6         | 1                                    | 0         |
| 15       | Spanyolország       | KP       | Jesús Navas        | 4         | 0                                    | 0         | 0         | 0                                    | 0         | 0         | 0                                    | 0         | 0         | 0                                    | 0         | 4         | 0                                    | 0         |
| 7        | Anglia              | KP       | James Milner       | 6         | 0                                    | 0         | 0         | 0                                    | 0         | 1         | 0                                    | 0         | 0         | 0                                    | 0         | 7         | 0                                    | 0         |
| 8        | Franciaország       | KP       | Samir Nasri        | 4         | 0                                    | 0         | 0         | 0                                    | 0         | 0         | 0                                    | 0         | 2         | 0                                    | 0         | 6         | 0                                    | 0         |
| 3        | Franciaország       | V        | Bacary Sagna       | 1         | 0                                    | 0         | 0         | 0                                    | 0         | 0         | 0                                    | 0         | 0         | 0                                    | 0         | 1         | 0                                    | 0         |
| 38       | Belgium             | V        | Dedryck Boyata     | 1         | 0                                    | 0         | 0         | 0                                    | 0         | 0         | 0                                    | 0         | 0         | 0                                    | 0         | 1         | 0                                    | 0         |
| 1        | Anglia              | K        | Joe Hart           | 1         | 0                                    | 0         | 0         | 0                                    | 0         | 0         | 0                                    | 0         | 0         | 0                                    | 0         | 1         | 0                                    | 0         |
| 14       | Elefántcsontpart    | CS       | Wilfried Bony      | 1         | 0                                    | 0         | 0         | 0                                    | 0         | 0         | 0                                    | 0         | 0         | 0                                    | 0         | 1         | 0                                    | 0         |
| Összesen | Összesen            | Összesen | Összesen           | 80        | 2                                    | 0         | 1         | 0                                    | 0         | 4         | 0                                    | 0         | 19        | 2                                    | 1         | 105       | 4                                    | 1         |

*Fernando szuperkupán szerzett sárga lapja is ebben az oszlopban van feltüntetve.

### Bajnoki helyezések fordulónként
| Forduló  | 1. | 2. | 3. | 4. | 5. | 6. | 7. | 8. | 9. | 10. | 11. | 12. | 13. | 14. | 15. | 16. | 17. | 18. | 19. |
| -------- | -- | -- | -- | -- | -- | -- | -- | -- | -- | --- | --- | --- | --- | --- | --- | --- | --- | --- | --- |
| Helyszín | I  | O  | O  | I  | O  | I  | I  | O  | I  | O   | I   | O   | I   | I   | O   | I   | O   | I   | O   |
| Eredmény | GY | GY | V  | D  | D  | GY | GY | GY | V  | GY  | D   | GY  | GY  | GY  | GY  | GY  | GY  | GY  | D   |
| Helyezés | 2. | 2. | 4. | 5. | 6. | 3. | 2. | 2. | 3. | 3.  | 3.  | 3.  | 2.  | 2.  | 2.  | 2.  | 2.  | 2.  | 2.  |

| Forduló  | 20. | 21. | 22. | 23. | 24. | 25. | 26. | 27. | 28. | 29. | 30. | 31. | 32. | 33. | 34. | 35. | 36. | 37. | 38. |
| -------- | --- | --- | --- | --- | --- | --- | --- | --- | --- | --- | --- | --- | --- | --- | --- | --- | --- | --- | --- |
| Helyszín | O   | I   | O   | I   | O   | I   | O   | I   | O   | I   | O   | I   | I   | O   | O   | I   | O   | I   | O   |
| Eredmény | GY  | D   | V   | D   | D   | GY  | GY  | V   | GY  | V   | GY  | V   | V   | GY  | GY  | GY  | GY  | GY  | GY  |
| Helyezés | 1.  | 2.  | 2.  | 2.  | 2.  | 2.  | 2.  | 2.  | 2.  | 2.  | 2.  | 4.  | 4.  | 4.  | 3.  | 2.  | 2.  | 2.  | 2.  |

Magyarázat
- GY: győzelem, D: döntetlen, V: vereség

### Kezdő 11
Tétmérkőzésen leggyakoribb kezdő 11.
Utoljára frissítve: 2015. 5. 25.
| Poz. | Név               | Kezdő | Egyéb kezdők                          |
| ---- | ----------------- | ----- | ------------------------------------- |
| GK   | Joe Hart          | 44    | Wilfredo Caballero 7                  |
| RB   | Pablo Zabaleta    | 35    | Bacary Sagna 14                       |
| CB   | Vincent Kompany   | 31    | Dedryck Boyata 4                      |
| CB   | Martín Demichelis | 36    | Matija Nastasić 1 Eliaquim Mangala 30 |
| LB   | Gaël Clichy       | 30    | Aleksandar Kolarov 23                 |
| CM   | David Silva       | 39    | Jesús Navas 32                        |
| CM   | Fernandinho       | 31    | Fernando 28                           |
| CM   | Yaya Touré        | 36    | Frank Lampard 13                      |
| CM   | Samir Nasri       | 24    | James Milner 28                       |
| FW   | Sergio Agüero     | 37    | José Pozo 1 Wilfried Bony 2           |
| FW   | Edin Džeko        | 19    | Stevan Jovetić 14                     |

| Hart Zabaleta Kompany "Demichelis Clichy Fernandinho Touré Agüero Milner Silva Džeko |

## Díjak

### Premier LeagueA hónap játékosa
A Premier League szponzora választja minden hónapban
| Hónap    | City-játékos  |
| -------- | ------------- |
| November | Sergio Agüero |

### Premier LeagueA hónap edzője
A Premier League szponzora választja minden hónapban
|                   | Hónap    |
| ----------------- | -------- |
| Manuel Pellegrini | December |

### Premier LeagueAranycipő
A Premier League gólkirálya kapja
| Év      | Játékos       | Gól |
| ------- | ------------- | --- |
| 2014–15 | Sergio Agüero | 26  |

### Premier LeagueAranykesztyű
A Premier League legkevesebb kapott gól nélküli meccsét játszó kapusa kapja
| Év      | Játékos  | Kapott gól nélkül |
| ------- | -------- | ----------------- |
| 2014–15 | Joe Hart | 14 meccs          |

### EtihadA hónap játékosa
A szurkolóktól a legtöbb szavazatot kapott játékos
| Hónap      | Játékos        |
| ---------- | -------------- |
| Augusztus  | Stevan Jovetić |
| Szeptember | Frank Lampard  |
| Október    | Sergio Agüero  |
| November   | Sergio Agüero  |
| December   | David Silva    |
| Január     | James Milner   |
| Február    | David Silva    |
| Március    | Joe Hart       |
| Április    | Sergio Agüero  |